# لنفادنیت سلی
لَنفادنیت سِلی (Tuberculous lymphadenitis) یا آماس سلی غده‌های لنفاوی رایج‌ترین شکل خارج ریه‌ای بیماری سل است. لنف آدنیت سلی بیماری مزمن خاص گرانولومایی، التهاب غدد لنفاوی با نکروزناشی از عفونت با مایکوباکتریوم توبرکلوزیس یا دیگر باکتری‌های وابسته است است.

## عامل
شایع‌ترین علت بیماری سل در ریه‌ها مایکوباکتریوم توبرکلوزیس است. گاهی اوقات باکتری‌های مربوط نیز عامل بیماری می‌شوند. از جمله M. bovis, M. kansasi. M Fortiutum, M Marnum, M Ulcerans.

## علائم
در کنار گره‌های لنفاوی متورم یا همان لنف آدنیت، فرد ممکن است دچار تب خفیف و بی اشتهایی یا از دست دادن وزن شود. این سویه بیماری های ریوی نیز ایجاد می کند

## تشخیص
تشخیص لنف آدنیت سلی ممکن است نیاز به بیوپسی داشته باشد. دیگر روش‌های تشخیصی عبارتند از: تست توبرکولین مثبت، عکس قفسه سینه، رادیوگرافی و سی تی اسکن، سیتولوژی، بیوپسی، کشت.

## درمان
برش دریناژ و تخلیه محتوی و به دنبال آن شروع داروهای ضد سل.
درمان این سویه کاملا با سل متفاوت است و از کلاریترومایسین یا آزیترومایسین +ریفابیوتین و اتامبوتول استفاده می شود

## همه‌گیرشناسی
لنف آدنیت سلی بیشتر در کشورهای در حال توسعه دیده می‌شود. به ویژه در زمینه HIV/AIDS.